# أديب كمال الدين
أديب كمال الدين (1953 -) هو شاعر ومؤلف معاصر من العراق.

## حياته ونشأته
ولد عام 1953م في محافظة بابل، تخرج من كلية الإدارة والاقتصاد بجامعة بغداد عام 1976م، وحصل على بكالوريوس في الاقتصاد، كما حصل على بكالوريوس في الأدب إنجليزي عام 1999م من كلية اللغات بجامعة بغداد، وعلى دبلوم الترجمة الفورية من المعهد التقني لولاية جنوب أستراليا عام 2005م. وعمل في العديد من الصحف والمجلات العراقية والعربية.

## مسيرته
وقد أصدر 30 مجموعة شعرية باللغتين العربية والإنجليزية كما أصدر المجلدات السبعة من أعماله الشعرية الكاملة. وتُرجم شعره إلى العديد من اللغات كالإيطالية والإنجليزية والفارسية والأوردية والإسبانية والفرنسية. أُشتهر بتركيزه على جمالية الحروف فكان الحرف بالنسبة للشاعر كينونة متعددة الرموز والمستويات منها: المستوى الدلالي، الترميزي، التشكيلي، التراثي، الأسطوري، الروحي، الخارقي، السحري، الطلسمي، القناعي، الإيقاعي، الطفولي. كُتب عنه عدد كبير من الدراسات والمقالات النقدية في مختلف الصحف والمجلات العربية لنقاد من العراق وتونس ومصر وسوريا وفلسطين ولبنان والجزائر والكويت والمغرب وإيران وأستراليا، كما نُوقشت العديد من رسائل الدكتوراه والماجستير في جامعات العراق وتونس والجزائر والمغرب ومصر ولبنان والهند وإيران. وفاز بجائزة الإبداع الكبرى للشعر، بغداد، العراق عام 1999.
قام بترجمة العديد القصائد والقصص والمقالات لشعراء وكتاب من أمريكا والصين وكوريا واليابان وبولندا والهند وبريطانيا وأستراليا ونيوزيلندا وله كتابات في مجلات عربية كنزوى العمانية وأفكارالأردنية والجسرة القطرية والفيصل السعودية والزمان اللندنية والبيان الإماراتية والدستور الأردنية والاتحاد الإماراتية وغيرها

## مؤلفاته[9][10][11][12][13]
- تفاصيل 1976 - النجف
- ديوان عربي 1981 – دار الشؤون الثقافية العامةبغداد
- جيم 1989 – دار الشؤون الثقافية العامة - بغداد
- نون 1993 - مطبعة الجاحظ - بغداد
- أخبارالمعنى 1996 - دار الشؤون الثقافية العامة- بغداد
- النقطة 1999 (الطبعة الأولى) – بغداد
- النقطة 2001 (الطبعة الثانية) - المؤسسة العربية للدراسات والنشر- عمان - بيروت
- حاء 2002 – المؤسسة العربية للدراسات والنشر – عمان- بيروت.
- ما قبل الحرف.. ما بعد النقطة 2006 - دار أزمنة - عمّان- الأردن.
- شجرة الحروف 2007 - دار أزمنة - عمّان- الأردن.
- أبوّة 2009 (Fatherhood) (بالإنجليزية)- منشورات دار سيفيو- أديلايد- أستراليا.
- أربعون قصيدة عن الحرف 2009 - دار أزمنة - عمّان- الأردن.
- أربعون قصيدة عن الحرف- Quaranta poesie sulla lettera (بالإيطالية: ترجمة د. أسماء غريب)- منشورات نووفا إيبسا إيديتوره - إيطاليا 2011.
- أقول الحرف وأعني أصابعي 2011 - الدار العربية للعلوم ناشرون - بيروت - لبنان.
- مواقف الألف 2012 - الدار العربية للعلوم ناشرون - بيروت - لبنان.
- ثمّة خطأ Something Wrong - (بالإنجليزية) دار ومطبعة Salmat - أديلايد – أستراليا 2012
- الحرف والغراب - الدار العربية للعلوم ناشرون - بيروت - لبنان 2013.
- تناص مع الموت: متن در متن موت (بالأورديّة: ترجمة: اقتدار جاويد) - دار كلاسيك - لاهور - باكستنان 2013.
- إشارات الألف – منشورات ضفاف – بيروت – لبنان 2014.
- الأعمال الشعرية الكاملة: المجلّد الأوّل- منشورات ضفاف – بيروت – لبنان.
- رقصة الحرف الأخيرة - منشورات ضفاف – بيروت – لبنان 2015.
- في مرآة الحرف - منشورات ضفاف – بيروت – لبنان 2016.
- الأعمال الشعرية الكاملة: المجلّد الثاني، منشورات ضفاف، بيروت، لبنان 2016.
- الحرف وقطرات الحب  La Lettre et les gouttes de l'amour  (بالفرنسية: ترجمة وتقديم: د. ناجح جغام) دار جناح، فرنسا 2017.
- حرف من ماء، منشورات ضفاف، بيروت، لبنان 2017.
- دموع كلكامش وقصائد أخرى Lagrimas de Gilgamesh Y  Otros Poemas (بالإسبانية: ترجمة: جوزيب غريغوري، مراجعة وتقديم عبد الهادي سعدون)، دار لاستورا، مدريد، إسبانيا 2017.
- الأعمال الشعرية الكاملة: المجلّد الثالث، منشورات ضفاف، بيروت، لبنان 2018.
- الأعمال الشعرية الكاملة: المجلّد الرابع، منشورات ضفاف، بيروت، لبنان 2018.
- الأعمال الشعرية الكاملة: المجلّد الخامس، منشورات ضفاف، بيروت، لبنان 2019.
- الأعمال الشعرية الكاملة: المجلّد السادس، منشورات ضفاف، بيروت، لبنان 2020.
- حياتي، حياتي! (بالإنكليزية) My life, my life!، منشورات ومطبعة  Fujifilm ، أديلايد، أستراليا 2021.
- مواقف الألف: مواضع ألف (بالفارسية: ترجمة: د. نعيم عموري)، منشورات قهوة، الأهواز، 2022.
- الحرف والغراب: حرف وكلاغ (بالفارسية: ترجمة: د. نعيم عموري)، منشورات قهوة، الأهواز، 2022.
- الأعمال الشعرية الكاملة: المجلّد السابع، منشورات ضفاف ومنشورات الاختلاف، بيروت، لبنان 2024.

## سيرته-
- كتب صدرت عن تجربته: - (الحروفيّ: 33 ناقداً يكتبون عن تجربة أديب كمال الدين الشعرية)، إعداد وتقديم الناقد د. مقداد رحيم، المؤسسة العربية للدراسات والنشر، بيروت 2007. - (الحرف والطيف: عالم أديب كمال الدين الشِعريّ «مقاربة تأويليّة»)، أ. د. مصطفى الكيلاني (نشر اليكتروني) 2010. - (الاجتماعيّ والمعرفيّ في شعر أديب كمال الدين)، د. صالح الرزوق، منشورات ألف لحرية الكشف في الإنسان، دمشق وقبرص 2011. - (أضفْ نوناً: قراءة في «نون» أديب كمال الدين)، د. حياة الخياري، الدار العربية للعلوم ناشرون، بيروت، لبنان 2012. - (تجلّيات الجمال والعشق عند أديب كمال الدين)، د. أسماء غريب، منشورات ضفاف، بيروت، لبنان 2013. - (إشكاليّة الغياب في حروفيّة أديب كمال الدين)، صباح الأنباري،  منشورات ضفاف، بيروت، لبنان 2014. - (آليات التعبير في شعر أديب كمال الدين)، د. رسول بلاوي،  منشورات ضفاف، بيروت، لبنان 2015. - (أيقونة الحرف وتأويل العبارة الصوفيّة في شعر أديب كمال الدين)، د. عبد القادر فيدوح، منشورات ضفاف، بيروت، لبنان 2016. - (التداولية الحوارية: تأويل خطاب المتكلّم في شعر أديب كمال الدين)،  د. هاني آل يونس، دار دجلة، عمّان، الأردن 2016. - (جماليات التشكيل اللونيّ في شعر أديب كمال الدين)، سمير عبد الرحيم أغا، جامعة ديالى، ديالى، العراق 2017. - (التشكيل الاستعاري في شعر أديب كمال الدين)، إبراهيم خزعل العبيدي، المركز الثقافي للطباعة والنشر، بابل، العراق 2017- (التناص مع القصص القرآني في شعر أديب كمال الدين)، د. فاضل عبود التميمي ود. نجلاء أحمد نجاحي، منشورات الاتحاد العام للأدباء والكتاب في العراق، بغداد، 2021- (أسلوبية التشكيل الشعري المعاصر عند أديب كمال الدين)، د. كريمة المدني، دار أمل الجديدة، دمشق، سوريا 2021.- (دلالات الاستفهام في شعر أديب كمال الدين) ، د. فاطمة العيداني، دار الدراويش، المانيا 2022. - (الحرف والنقطة في شعر أديب كمال الدين)، عدنان لكناوي، دار الدراويش، المانيا 2022.- (شعرية الفضاء عند أديب كمال الدين: دراسة تأويلية)، هيفاء جواد السهلاني، دار أبجد، العراق، 2023.- (مملكة الحرف: أربعون ناقداً يكتبون عن تجربة أديب كمال الدين الشعريّة)، إعداد وتقديم د. علي هاشم الزيرجاوي، دار الصادق، العراق 2025.

## جوائز
- فاز بجائزة الإبداع الكبرى للشعر، العراق، بغداد 1999.
- اخْتِيرَتْ قصائده ضمن أفضل القصائد الأستراليّة المكتوبة بالإنجليزيّة عاميّ 2007 و 2012 على التوالي.

## وصلات خارجية
- أديب كمال الدين على موقع أرشيف الشارخ.
- الموقع الإلكتروني للشاعر: